# Ben F. Wilson

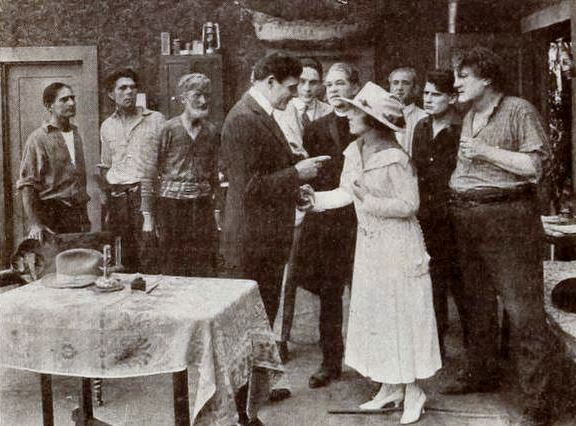
Wilson ao lado de Neva Gerber em The Spindle of Life (1917)

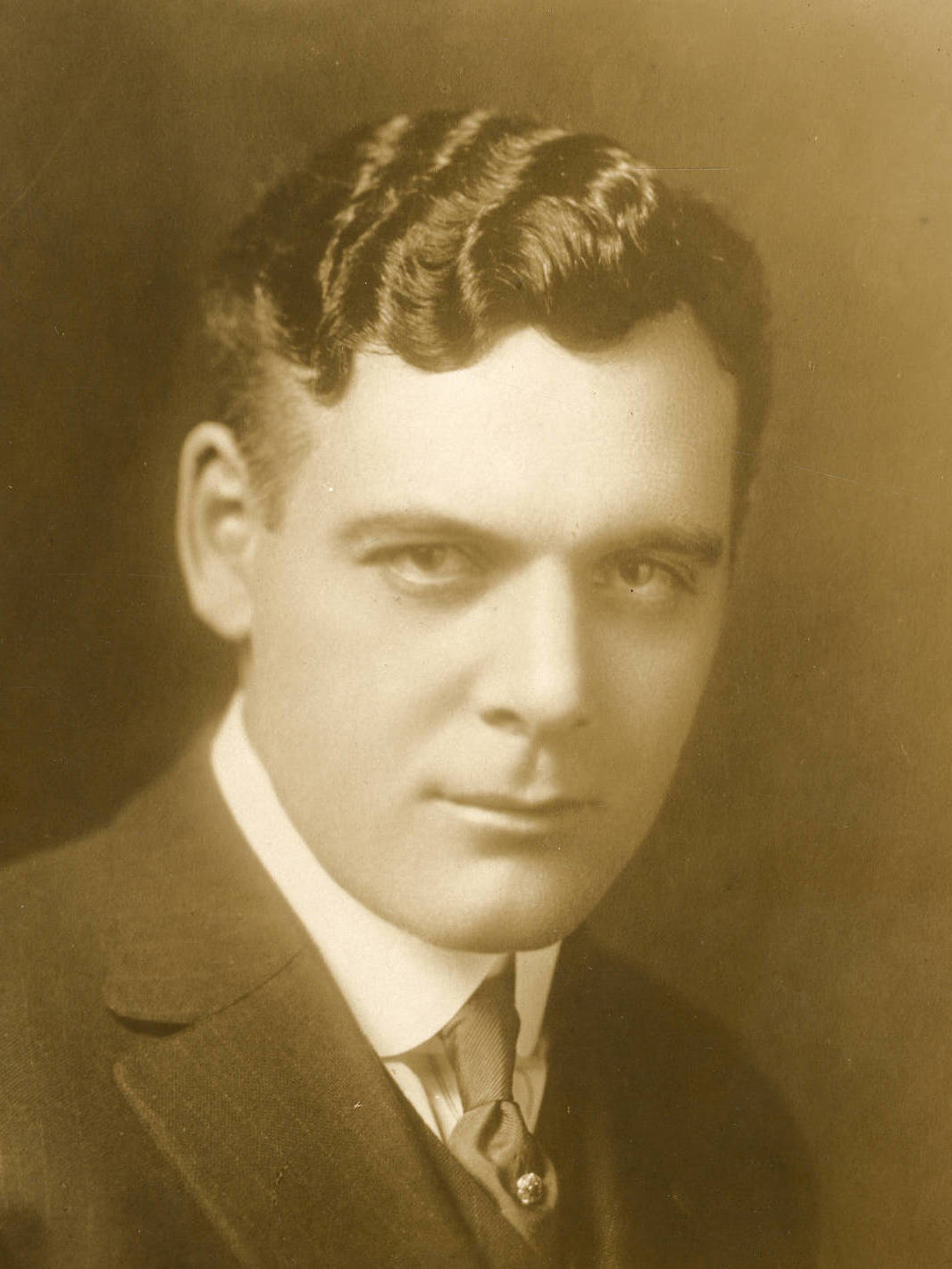
Ben Wilson, 1915

Ben F. Wilson (Corning, 7 de julho de 1876 – Glendale, 25 de agosto de 1930) foi um ator, cineasta, produtor e roteirista estadunidense da era do Cinema Mudo. Ele atuou em 212 filmes entre 1911 e 1930, e dirigiu 138 entre 1912 e 1930, além de participar da produção de 95, e do roteiro de 14 filmes. Esteve ligado, também, como produtor, a várias companhias cinematográficas, entre elas a Ben Wilson Productions, a Wild West Productions e a Berwilla Film Corporation.

## Carreira
Wilson começou sua carreira de ator, como a maioria dos outros atores fizeram na época, como empregado de uma companhia cinematográfica, iniciando como empregado do Edison Studios. Creditado como Benjamin Wilson, ele fez sua estréia de atuação no cinema no filme Silver Threads Among the Gold, de Edwin S. Porter, em 1911, para a Edison Co.
Entre 1911 e 1913, Wilson apareceu em 13 filmes dirigidos por J. Searle Dawley, incluindo The Priest and the Man, em 1913, a primeira adaptação cinematográfica da obra do popular romancista canadense e escritor Gilbert Parker. Wilson dirigiu um filme pela primeira vez em The Brass Bowl (1914).
Ele dirigiu 88 filmes nos quais também atuou, no período compreendido entre 1915 e 1916. Wilson posteriormente deixou o Edison Studios, foi para a Nestor Company e, a exemplo de vários atores e diretores da época, começou sua própria produtora, a Ben Wilson Productions, com um contrato de distribuição com a Universal Film Manufacturing Co., que ainda estava sediada na costa leste.
Em 1918, Wilson teve um novo contrato com a Universal, desta vez como produtor. Ele produziu e dirigiu o seriado The Brass Bullet, em 1918. Eventualmente, participou da Motion Picture Directors' Association of America, uma organização fraternal criada por J. Searle Dawley e outros em 1915, para promover os interesses dos diretores de cinema.
Além de aparecer em 168 filmes como ator, Wilson dirigiu 123, produziu 69 e escreveu roteiros de 11 filmes. No final dos anos 1920, ele participou dos Poverty Row, produzindo, dirigindo e escrevendo filmes mudos através dos anos 1930 para a Morris R. Schlank Productions. Ele fez a transição para o som como um só filme: o último filme de Wilson foi um show de atuação no Western sobre Buck Jones, Shadow Ranch (no Brasil, A Estância Sinistra), para a Columbia Pictures, que foi lançado em 1930.
Wilson morreu aos 54 anos em Glendale, Califórnia, de doença cardiovascular, e foi sepultado no Hollywood Forever Cemetery.

## Filmografia parcial

### Ator
| - What Happened to Mary (1912) - Who Will Marry Mary? (1913) - The Old Monk's Tale (1913) - The Twelfth Juror (1913) - Hulda of Holland (1913) - Who Will Marry Mary? (1913) - Voice on the Wire (1917) - The Mystery Ship (1917) - The Brass Bullet (1918) - The Trail of the Octopus (1919) - The Screaming Shadow (1920) | - Thunderbolt Jack (1920) - The Branded Four (1920) - Devil Dog Dawson (1921) - The Mysterious Pearl (1921) - The Santa Fe Trail (1923) - The Desert Hawk (1924) - The Power God (1925) - The Mystery Box (1925) - Officer 444 (1926) - The Voice from the Sky (1930) - Shadow Ranch (1930) |

### Produção
| - Voice on the Wire (1917) - The Brass Bullet (1918) - The Screaming Shadow (1920) - Days of’49 (1924) - Thunderbolt Jack (1920) | - The Mysterious Pearl (1921) - The Desert Hawk (1924) - The Power God (1925) - The Mystery Box (1925) |

### Direção
| - Voice on the Wire (1917) - The Brass Bullet (1918) - The Screaming Shadow (1920) | - The Mysterious Pearl (1921) - Officer 444 (1926) - The Power God (1925) |

### Roteiro
- The Santa Fe Trail (1923)
- Days of’49 (1924)

## Ben Wilson Productions

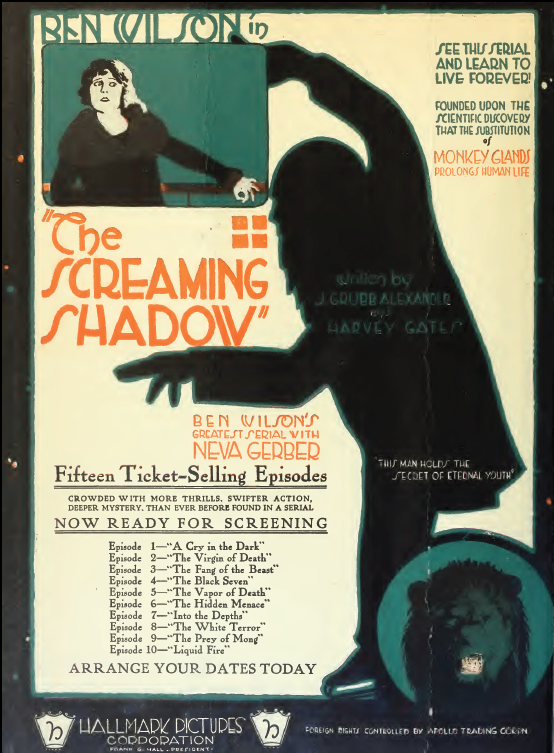
Cartaz publicitário do seriado The Screaming Shadow, de 1920, que Ben F. Wilson dirigiu e foi o protagonista, no papel de John Rand, ao lado de Neva Gerber.

Ben Wilson Productions foi uma companhia cinematográfica estadunidense fundada por Ben F. Wilson nos anos 1920, situava-se no 5821 Santa Monica, Blvd., Hollywood, e produziu 67 filmes entre 1920 e 1927. Fez parte dos estúdios que pertenciam ao Poverty Row, as pequenas produtoras independentes da época. Seus filmes eram distribuídos, geralmente, pela Arrow Film Corporation e pela Rayart Pictures Corporation.
O primeiro filme produzido pela companhia foi A Man from Nowhere em 1920, e o último Hell Hounds of the Plains em 1927. Entre outros, produziu também o seriado The Power God (1925).
Em um filme, Dead or Alive, de 1921, a companhia foi creditada como Unity Photoplays.

### Filmografia parcial
- Hell Hounds of the Plains (1927)
- The Range Riders (1927)
- The Mystery Brand (1927)
- A Captain's Courage (1926)
- Roaring Bill Atwood (1926)
- The Power God (1925)
- Leave It to Gerry (1924)
- Condemned (1923)
- The Law Rustlers (1923)
- Pedro Pacífico (1922)
- Sparks of Flint (1921)
- Dead or Alive (1921) (como Unity Photoplays)
- The Sheriff of Hope Eternal (1921)
- A Man from Nowhere (1920)

## Berwilla Film Corporation
Berwilla Film Corporation era um estúdio cinematográfico estadunidense que se situava no 5821 Santa Monica Blvd., Hollywood, local onde passou a operar a partir de 1923. Era presidido por Ben F. Wilson, que ali fazia os filmes da Ben Wilson Productios e da Berwilla Productions. Sua distribuidora era a Arrow Film Corporation. Além de Wilson, era operado também por Ashton Dearholt.
A Berwilla produziu, sob seu crédito, dez filmes entre 1920 e 1924. Em um seriado, The Mysterious Pearl, de 1921, a companhia foi creditada como Photoplay Serial Company.
O local ocupado pela Berwilla foi fundado por volta de 1919, e inicialmente ocupado pela Pacific Film Laboratory, depois pela Ben Wilson Productions, National Bulls Eye, Berwilla Studios (a partir de 1923), e Larry Darmour.

### Filmografia
- The Desert Hawk (1924, creditado pela Ben Wilson Productions e pela Berwilla Films)
- Sheriff of Sun Dog (1922)
- Impulse (1922)
- One Eighth Apache (1922)
- The Price of Youth (1922)
- The Mysterious Pearl (1921)
- A Yankee Go-Getter (1921)
- Dangerous Paths (1921)
- The Star Reporter (1921)
- Thunderbolt Jack (1920)

## Wild West Productions
Wild West Productions foi uma das companhias cinematográficas estadunidenses pertencentes ao produtor, cineasta, roteirista e ator Ben F. Wilson. Foi responsável pela produção de 9 filmes entre 1923 e 1924, e pela distribuição de dois filmes, da Bud Barsky Corporation, em 1927.
Sua primeira produção foi o Western Ridin' Thru, de 1923,  e a partir de então, a companhia produziu uma série de Westerns com Neva Gerber e Dick Hatton que, além de atuar, também era o diretor. Entre as produções da Wild West, há um único seriado, Days of '49, com Neva Gerber, em 1924. Seus filmes eram distribuídos pela Arrow Film Corporation.

### Filmografia
- Ridin' Thru (1923)
- In the West (1923)
- The Seventh Sheriff (1923)
- Trouble Trail (1924)
- Sagebrush Gospel (1924)
- Days of '49 (seriado, 1924)
- Western Fate (1924)
- The Whirlwind Ranger (1924)